# Krzysztof Stempień
Krzysztof Witold Stempień (ur. 30 maja 1952 w Gryficach) – polski rolnik i polityk, poseł na Sejm PRL IX kadencji.

## Życiorys
Z zawodu inżynier rolnik, w 1978 ukończył Akademię Rolniczą w Szczecinie. W 1974 rozpoczął pracę zawodową jako rolnik indywidualny, rok później wstąpił do Zjednoczonego Stronnictwa Ludowego. W strukturach partyjnych był m.in. wiceprezesem Miejsko-Gminnego Komitetu w Gryficach, członkiem Wojewódzkiego Komitetu w Szczecinie, zastępcą członka i członkiem Naczelnego Komitetu oraz członkiem prezydium Naczelnego Komitetu ZSL (od 1984). Pełnił mandaty radnego Rady Narodowej Miasta i Gminy Gryfice (1978–1984) oraz Wojewódzkiej Rady Narodowej w Szczecinie (1980–1984). Od 1985 do 1989 pełnił mandat posła na Sejm PRL IX kadencji w okręgu Stargard Szczeciński, zasiadając w Komisji Rolnictwa, Leśnictwa i Gospodarki Żywnościowej.
Zasiada w zarządzie Polskiego Stronnictwa Ludowego w województwie zachodniopomorskim. Wiceprezes zarządu partii w powiecie gryfickim. W 2010 bez powodzenia kandydował do rady tego powiatu.

## Odznaczenia
Brązowy i Srebrny Krzyż Zasługi, Medal 40-lecia Polski Ludowej, Srebrna Odznaka ZSMW, Odznaka Gryfa Szczecińskiego.